# 22021 Andreariley
22021 Andreariley este o planetă minoră (asteroid), cu un diametru de 9,045 km, din centura de asteroizi. A fost descoperită pe 4 decembrie 1999 la Catalina Station⁠(d) de Catalina Sky Survey. 
Obiectul prezintă o orbită caracterizată de o semiaxă mare de 3,2076859 UAi, o excentricitate de 0,1, o înclinație de 2,04515 ° în raport cu ecliptica.